# Chérizet
Chérizet és un municipi francès, situat al departament de Saona i Loira i a la regió de Borgonya - Franc Comtat. L'any 2007 tenia 31 habitants.

## Demografia

### Població
El 2007 la població de fet de Chérizet era de 31 persones. Hi havia 16 famílies, de les quals 8 eren unipersonals (4 homes vivint sols i 4 dones vivint soles), 4 parelles amb fills i 4 famílies monoparentals amb fills.
La població ha evolucionat segons el següent gràfic:
Habitants censats

### Habitatges
El 2007 hi havia 25 habitatges, 15 eren l'habitatge principal de la família, 8 eren segones residències i 3 estaven desocupats. 24 eren cases i 1 era un apartament. Dels 15 habitatges principals, 14 estaven ocupats pels seus propietaris i 1 estava llogat i ocupat pels llogaters; 5 tenien tres cambres, 3 en tenien quatre i 7 en tenien cinc o més. 13 habitatges disposaven pel capbaix d'una plaça de pàrquing. A 8 habitatges hi havia un automòbil i a 6 n'hi havia dos o més.

### Piràmide de població
La piràmide de població per edats i sexe el 2009 era:
| Homes | Edats   | Dones |
| ----- | ------- | ----- |
| 0     | 95 o +  | 0     |
| 0     | 90 a 94 | 0     |
| 0     | 85 a 89 | 0     |
| 0     | 80 a 84 | 0     |
| 0     | 75 a 79 | 0     |
| 0     | 70 a 74 | 0     |
| 4     | 65 a 69 | 0     |
| 0     | 60 a 64 | 0     |
| 4     | 55 a 59 | 4     |
| 4     | 50 a 54 | 0     |
| 0     | 45 a 49 | 4     |
| 0     | 40 a 44 | 0     |
| 0     | 35 a 39 | 0     |
| 0     | 30 a 34 | 0     |
| 4     | 25 a 29 | 0     |
| 0     | 20 a 24 | 0     |
| 0     | 15 a 19 | 4     |
| 0     | 10 a 14 | 0     |
| 0     | 5 a 9   | 0     |
| 0     | 0 a 4   | 0     |

## Economia
El 2007 la població en edat de treballar era de 21 persones, 14 eren actives i 7 eren inactives. Les 14 persones actives estaven ocupades(10 homes i 4 dones).. De les 7 persones inactives 1 estava jubilada, 3 estaven estudiant i 3 estaven classificades com a «altres inactius».
Activitats econòmiques
Els 2 establiments que hi havia el 2007 eren d'empreses de comerç i reparació d'automòbils.
L'any 2000 a Chérizet hi havia 3 explotacions agrícoles que ocupaven un total de 408 hectàrees.

## Poblacions més properes
El següent diagrama mostra les poblacions més properes.